# René Bader
René Bader (7. august 1922 - 1995) var en schweizisk fodboldspiller (angriber) og -træner. Han spillede for FC Basel i sin fødeby og for Schweiz' landshold. Han var med i den schweiziske trup til VM 1950 i Brasilien, og spillede alle holdets tre kampe i turneringen, hvor schweizerne blev slået ud efter det indledende gruppespil. Han scorede det første mål i schweizernes eneste sejr i turneringen, i den sidste kamp mod Mexico.